# Salonga
Salonga je národní park v Demokratické republice Kongo v povodí řeky Kongo. Tato největší rezervace deštných lesů v Africe je domovinou šimpanzů bonobo a četných endemických druhů.
V roce 1984 byl park zařazen na seznam světového dědictví UNESCO, mezi roky 1999 a 2021 byl i na seznamu světového dědictví v ohrožení z důvodu ohrožení následkem válečných konfliktů.